# Восточная епархия (УПЦК)
Восточная епархия (англ. Eastern Eparchy) — епархия Украинской православной церкви в Канаде. Восточная епархия распространяет свою юрисдикцию на канадские провинции Онтарио и Квебек.
Кафедральными соборами Восточной епархии является церковь святого Владимира Киевского в городе Торонто.

## История
Восточная епархия была основана в 1951 году.
Иерарх Восточной епархии Украинской Православной церкви в Канаде носит титул Архиепископ Торонто и Восточной Канады. В настоящее время им является епископ Иларион (Рудник).
На территории Восточной епархии действуют около 25 приходов.
В Торонто существует также епархия Константинопольского Патриархата во главе с митрополитом Торонтским Сотирием. Так как Украинская Православная церковь в Канаде подчиняется Константинопольскому Патриархату, то существует пока проблема нахождения двух епископов с одноимённой кафедрой в Торонто, что не допускается восьмым правилом I Вселенского собора. В декабре 2011 года Митрополит Георгий (Калищук) предложил изменить титул правящего епископа епархии с «Торонский и Восточной епархии» на «Йоркский и Восточной епархии». В данной случае имеется канадский Йорк, один из районов Торонто.

## Епархиальные архиереи
- Михаил (Хороший) (1951— весна 1972)
- Михаил (Хороший) (2 июля 1975 — 18 мая 1977)
- Николай (Дебрин) (1977 — 30 марта 1981)
- Василий (Федак) (1981 — 15 июля 1985) до ноября 1983 — в/у, еп. Саскатунский
- Георгий (Калищук) (15 декабря 1991 — 30 августа 2010) до июля 1995 — в/у, еп. Саскатунский
- Андрей (Пешко) (с 1 февраля 2011)